# ورزشگاه شولتس آرنا
ورزشگاه شولتس آرنا(به آلمانی: Scholz Arena) با نام پیشین اشتتیشس والدشتادیون (به آلمانی: Städtisches Waldstadion) یک ورزشگاه چندمنظوره واقع در آلن کشور آلمان است. در حال حاضر از این ورزشگاه بیشتر جهت بازیهای فوتبال استفاده می‌شود. این استادیوم ورزشگاه خانگی تیم فوتبال وی‌اف‌آر آلن است. این ورزشگاه دارای گنجایش ۱۴٬۵۰۰ نفر است.